# Alessandro Pier Guidi

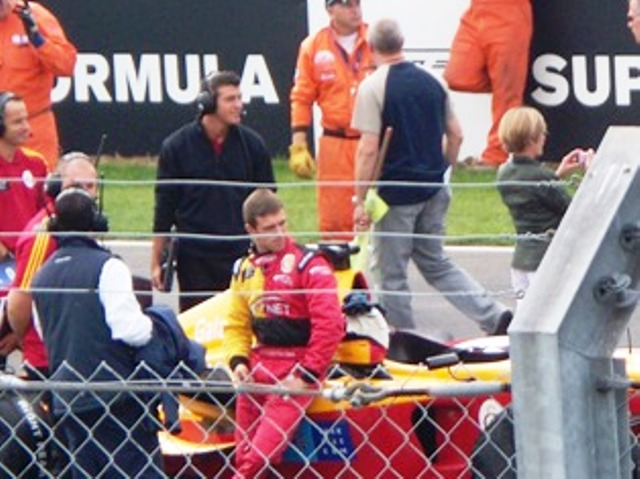
Alessandro Pier Guidi voor een wedstrijd

Alessandro Pier Guidi (Tortona, 18 december 1983) is een autocoureur uit Italië die vier races reed voor A1 Team Italië in de A1GP.  Op heden is hij een van de absolute topcoureurs in de GT-racerij. In 2023 won hij de 24 uur van Le Mans.

## Carrière
Pier Guidi reed een Ferrari 430 GT in het Spaanse en Italiaanse GT Kampioenschap in 2005 en 2006 voor het Scuderia Playteam. In 2005 won hij de Italiaanse titel, maar liep de Spaanse titel mis omdat hij een race miste naast teambaas Giambasttista Giannocaro. In 2007 ging hij naar de FIA GT, waar hij een Maserati MC12 reed. Hij reed ook in de Italiaanse Formule 3000.
In 2008 reed hij voor Galatasaray SK in de Superleague Formula, waarbij hij 3 podiumfinishes behaalde en als 8e in het kampioenschap eindigde.
De daaropvolgende jaren legde Pier Guidi zich steeds nadrukkelijker toe op de GT-racerij.  In 2009 eindigde hij als vijfde in het FIA GT-kampioenschap met de Maserati van Vitaphone Racing Team DHL, na onder meer twee tweede plaatsen in Spa-Francorchamps en Boedapest, en een overwinning in Zolder.
Een eerste groot succes volgde in 2014, toen hij in een Ferrari 458 Italia van Level 5 Motorsports de GTD-klasse in de 24 uur van Daytona wist te winnen met teamgenoten Scott Tucker, Bill Sweedler, Townsend Bell en Jeff Seagal.  Na bemoedigende resultaten in 2015 en 2016 werd Pier Guidi in 2017 beloond met het statuut van fabriekspiloot bij Ferrari.  Onder de vleugels van AF Corse kon hij zijn GT-carrière verder uitbouwen.  Pier Guidi ontpopte zich tot een van de beste piloten, zowel in GT3 als GTE. 
De resultaten lieten niet lang op zich wachten.  In 2017 won Pier Guidi samen met teamgenoot James Calado de LMGTE PRO-klasse van het FIA World Endurance Championship.  Twee jaar later, in 2019, won hij samen met James Calado en Daniel Serra de GTE PRO-klasse in de 24 uren van Le Mans, een voorlopig hoogtepunt in zijn autosportcarrière.  
2021 werd een uitzonderlijk mooi jaar voor Pier Guidi.  Samen met Côme Ledogar en Nicklas Nielsen won hij de 24 uren van Spa-Francorchamps in de Iron Lynx-Ferrari met nummer 51.  Pier Guidi leidde Ferrari zelf naar een eerste overwinning in de enduranceklassieker van de Ardennen sinds 2004.  In een uitgeregende slotfase van de wedstrijd, pakte hij uit met een sublieme inhaalactie in Blanchimont die de overwinning veilig stelde.  
Door enkele weken later eveneens een tweede overwinning te boeken in de GTE PRO-klasse van de 24 uren van Le Mans, werd Pier Guidi een van de weinige piloten die ooit beide enduranceklassiekers tijdens hetzelfde kalenderjaar konden winnen.

## A1GP resultaten
- Races vetgedrukt betekent pole positie, Races cursief betekent snelste ronde

| Jaar    | Inschrijving   | 1          | 2         | 3          | 4          | 5       | 6       | 7       | 8       | 9       | 10      | 11      | 12      | 13      | 14      | 15      | 16      | 17      | 18      | 19      | 20      | 21      | 22      | Rang | Punten |
| ------- | -------------- | ---------- | --------- | ---------- | ---------- | ------- | ------- | ------- | ------- | ------- | ------- | ------- | ------- | ------- | ------- | ------- | ------- | ------- | ------- | ------- | ------- | ------- | ------- | ---- | ------ |
| 2006-07 | A1 Team Italië | NED SPR NF | NED FEA 6 | CZE SPR 14 | CZE FEA 20 | BEI SPR | BEI FEA | MAL SPR | MAL FEA | IND SPR | IND FEA | NZL SPR | NZL FEA | AUS SPR | AUS FEA | RSA SPR | RSA FEA | MEX SPR | MEX FEA | SHA SPR | SHA FEA | GBR SPR | GBR FEA | 7    | 52     |